# Fabiola Chávez
Fabiola Cristina Chávez Fonseca (Barquisimeto, Venezuela; 17 de agosto de 1975) es una presentadora de televisión, odontóloga y periodista venezolana-boliviana.

## Biografía
Fabiola Chávez nació el 17 de agosto de 1985 en la ciudad de Barquisimeto. Es hija de padre boliviano y madre venezolana. Se graduó como odontóloga y periodista. 
Fabiola Chávez ingresó a la televisión boliviana con el programa Kodigo 6 de la Red PAT. Posteriormente trabajó en el programa juvenil Top Uno de la Red UNO junto al conductor Rodrigo Zelaya y también en un programa juvenil para promociones de colegio denominado VERSUS. 
Fabiola Chávez estuvo también como presentadora de noticias en un canal regional del Departamento de Santa Cruz denominado SITEL. Incursionó también en la radio boliviana, conduciendo el programa Claro y Directo que se emitía por Radio Fides desde La Paz. Fabiola estuvo de pasó también por la Red Unitel, aunque solo por un breve tiempo (de 1 año).      
En 2011, empezó a trabajar en la Red Bolivisión de la ciudad de Santa Cruz de la Sierra. Pero Fabiola se haría conocida a nivel nacional cuando el año 2012, se traslada a trabajar a la ciudad de La Paz (sede de gobierno de Bolivia) como presentadora de noticias junto a los conductores de televisión Héctor Uriarte y Richard Pereira. 
En octubre de 2016, Fabiola Chávez sufrió duras críticas de la gente a través de las redes sociales, esto debido a que Fabiola habría maltratado y discriminado a la chef Laura León. Días después Fabiola pediría disculpas públicas.
El 8 de mayo de 2018, Fabiola renunció a la cadena televisiva Bolivisión. Después de su renuncia, Fabiola viajó a España donde se especializó en cursos de cine y televisión.
Sobre esta experiencia, Fabiola se referiría en una entrevista de periódico de la siguiente manera (9 meses después de su renuncia): 

«...también fui parte del equipo de Bolivisión La Paz, en su revista matutina y noticieros, el cual fue una gran experiencia enriquecedora, ya que allí estuve por 5 años»
Presentadora de televisión Fabiola Chàvez (3 de febrero de 2019).

En 2019, Fabiola decide retornar a Bolivia. A partir del 4 de febrero de 2019, Fabiola comenzó a trabajar nuevamente como presentadora de noticias, pero en un canal regional del Departamento de Santa Cruz denominado Megavisión (canal 18).